# Warkocznica dwubarwna
Warkocznica dwubarwna, eukomis dwubarwny (Eucomis bicolor L'Hér.) – gatunek byliny z rodziny szparagowatych. Pochodzi z Afryki Południowej.

## Zastosowanie
Jako roślina ozdobna wymaga ciepłych i słonecznych stanowisk w ogrodzie. Nadaje się jako roślina doniczkowa, którą wystawia się w okresie wegetacji na zewnątrz, a wnosi do środka przed nadejściem przymrozków. Wykazuje dużą wrażliwość na niskie temperatury.
W warunkach ogrodowych cebule sadzi się w kwietniu (oddzielając cebulki), przy czym należy pamiętać, aby wierzchołek cebuli był na poziomie ziemi. Cebule wykopuje się w październiku, a następnie przechowuje w temperaturze 6-8°C.
W warunkach domowych można pozostawić cebulkę w doniczce, ale nie należy podlewać do wiosny. Liście zimą zasychają.